# Rio 65 Trio
Rio 65 Trio é um trio brasileiro de estilo samba-jazz, formado em 1965 na cidade do Rio de Janeiro, do estado homônimo. Rio 65 Trio tem como integrante Dom Salvador no piano, Sérgio Barrozo no baixo e Edison Machado na bateria.

## Discografia
- A Hora e a Vez da M.P.M (1966)
- Rio 65 Trio (1965)